# Campeonato da Europa de Atletismo de 2022 - Salto com vara masculino
A prova do salto com vara masculino do Campeonato da Europa de Atletismo de 2022 foi disputada entre os dias 18 a 20 de agosto de 2022, no Estádio Olímpico de Munique, em Munique na Alemanha.

## Recordes
Antes desta competição, os recordes mundiais e do campeonato nesta prova eram os seguintes:
|                       | Nome             | Nacionalidade | Altura  | Local  | Data                 |
| --------------------- | ---------------- | ------------- | ------- | ------ | -------------------- |
| Recorde mundial       | Armand Duplantis | Suécia        | 6m 21cm | Eugene | 24 de julho de 2022  |
| Recorde europeu       | Armand Duplantis | Suécia        | 6m 21cm | Eugene | 24 de julho de 2022  |
| Recorde do campeonato | Armand Duplantis | Suécia        | 6m 05cm | Berlim | 12 de agosto de 2018 |

Os seguintes recordes foram estabelecidos durante esta competição: 
| Data         | Evento | Atleta           | Nacionalidade | Altura  | Notas                 |
| ------------ | ------ | ---------------- | ------------- | ------- | --------------------- |
| 18 de agosto | Final  | Armand Duplantis | Suécia        | 6m 06cm | Recorde do campeonato |

## Medalhistas
| Ouro                   | Prata                      | Bronze                      |
| Armand Duplantis (SWE) | Bo Kanda Lita Baehre (GBR) | Pål Haugen Lillefosse (NOR) |

## Cronograma
Todos os horários são locais (UTC+2).
| Data         | Hora  | Evento       |
| ------------ | ----- | ------------ |
| 16 de agosto | 10:50 | Qualificação |
| 18 de agosto | 20:05 | Final        |

## Resultados

### Qualificação
Qualificação: Desempenho de 5.80 m (Q) ou os 12 melhores qualificados (q). 
| Posição | Grupo | Atleta                | Nacionalidade | 5.30 | 5.50 | 5.65 | Resultados | Notas |
| ------- | ----- | --------------------- | ------------- | ---- | ---- | ---- | ---------- | ----- |
| 1       | A     | Thibaut Collet        | França        | –    | o    | o    | 5.65       | q     |
| 1       | A     | Rutger Koppelaar      | Países Baixos | –    | o    | o    | 5.65       | q     |
| 1       | B     | Bo Kanda Lita Baehre  | Alemanha      | –    | o    | o    | 5.65       | q     |
| 1       | B     | Oleg Zernikel         | Alemanha      | –    | o    | o    | 5.65       | q     |
| 1       | B     | Torben Blech          | Alemanha      | o    | xo   | o    | 5.65       | q     |
| 6       | A     | Armand Duplantis      | Suécia        | –    | –    | xo   | 5.65       | q     |
| 6       | A     | Renaud Lavillenie     | França        | –    | o    | xo   | 5.65       | q     |
| 6       | B     | Pål Haugen Lillefosse | Noruega       | –    | o    | xo   | 5.65       | q     |
| 9       | A     | Sondre Guttormsen     | Noruega       | –    | xo   | xo   | 5.65       | q     |
| 9       | B     | Menno Vloon           | Países Baixos | xo   | o    | xo   | 5.65       | q     |
| 11      | B     | Dominik Alberto       | Suíça         | o    | o    | xxo  | 5.65       | q,    |
| 12      | B     | Urho Kujanpää         | Finlândia     | o    | xo   | xxo  | 5.65       | q,    |
| 13      | A     | Simen Guttormsen      | Noruega       | o    | o    | xxx  | 5.50       |       |
| 13      | B     | Emmanouil Karalis     | Grécia        | o    | o    | xxx  | 5.50       |       |
| 15      | A     | Ben Broeders          | Bélgica       | –    | xo   | xxx  | 5.50       |       |
| 15      | B     | Tommi Holttinen       | Finlândia     | o    | xo   | xxx  | 5.50       | =     |
| 15      | A     | Piotr Lisek           | Polónia       | o    | xo   | xxx  | 5.50       |       |
| 15      | B     | Robert Sobera         | Polónia       | o    | xo   | xxx  | 5.50       |       |
| 19      | A     | Ersu Şaşma            | Turquia       | o    | xxo  | xxx  | 5.50       |       |
| 20      | A     | Robert Renner         | Eslovênia     | o    | xxx  |      | 5.30       |       |
| 21      | A     | Juho Alasaari         | Finlândia     | xxo  | xxx  |      | 5.30       |       |
| 21      | B     | Riccardo Klotz        | Áustria       | xxo  | xxx  |      | 5.30       |       |
| 23      | A     | Harry Coppell         | Reino Unido   | xxr  |      |      | NM         |       |
| 23      | B     | Valentin Lavillenie   | França        | –    | xxx  |      | NM         |       |
| 23      | A     | Max Mandusic          | Itália        | xxx  |      |      | NM         |       |

### Final
A final ocorreu no dia 18 de agosto às 20:05.
| Posição           | Atleta                | Nacionalidade | 5.50 | 5.65 | 5.75 | 5.85 | 5.90 | 5.95 | 6.06 | Resultados | Notas                 |
| ----------------- | --------------------- | ------------- | ---- | ---- | ---- | ---- | ---- | ---- | ---- | ---------- | --------------------- |
| Medalha de ouro   | Armand Duplantis      | Suécia        | –    | o    | –    | o    | o    | o    | or   | 6.06       | Recorde do campeonato |
| Medalha de prata  | Bo Kanda Lita Baehre  | Alemanha      | o    | xo   | xo   | xo   | x-   | xx   |      | 5.85       |                       |
| Medalha de bronze | Pål Haugen Lillefosse | Noruega       | o    | o    | o    | xxx  |      |      |      | 5.75       |                       |
| 4                 | Rutger Koppelaar      | Países Baixos | o    | o    | xo   | xxx  |      |      |      | 5.75       | Recorde da temporada  |
| 5                 | Thibaut Collet        | França        | o    | xo   | xo   | xxx  |      |      |      | 5.75       |                       |
| 6                 | Sondre Guttormsen     | Noruega       | xo   | xo   | xo   | xxx  |      |      |      | 5.75       |                       |
| 7                 | Renaud Lavillenie     | França        | –    | o    | –    | xxx  |      |      |      | 5.65       |                       |
| 8                 | Torben Blech          | Alemanha      | o    | xxx  |      |      |      |      |      | 5.50       |                       |
| 9                 | Urho Kujanpää         | Finlândia     | xo   | xxx  |      |      |      |      |      | 5.50       |                       |
| 9                 | Oleg Zernikel         | Alemanha      | xo   | xxx  |      |      |      |      |      | 5.50       |                       |
| 11                | Dominik Alberto       | Suíça         | xxx  |      |      |      |      |      |      | NM         |                       |
| 11                | Menno Vloon           | Países Baixos | xxx  |      |      |      |      |      |      | NM         |                       |

Legenda
| Recorde mundial       | Recorde mundial (World record)               |                       | Recorde africano                      | Recorde africano (African) |                                           | Q | Classificado por posição (Qualified) |
| Recorde do campeonato | Recorde do campeonato (Championship record)  | Recorde da América    | Recorde da América (Americas)         | q                          | Classificado por melhor tempo (Qualified) |   |                                      |
| Melhor marca do ano   | Melhor marca do ano (World leading)          | Recorde asiático      | Recorde asiático (Asian)              | DNS                        | Não largou (Did not start)                |   |                                      |
| Recorde nacional      | Recorde nacional (National record)           | Recorde europeu       | Recorde europeu (European)            | DNF                        | Não terminou (Did not finish)             |   |                                      |
| Recorde pessoal       | Recorde pessoal do atleta (Personal best)    | Recorde da Oceania    | Recorde da Oceania (Oceania)          | DSQ / DQ                   | Desclassificado (Disqualified)            |   |                                      |
| Recorde da temporada  | Recorde da temporada do atleta (Season best) | Recorde sul-americano | Recorde sul-americano (South America) | NM                         | Sem marca (No mark)                       |   |                                      |